# Avonturen in de Stille Zuidzee
Avonturen in de Stille Zuidzee is het vierde deel van de Bob Evers-boekenreeks van de schrijver Willy van der Heide.
Avonturen in de Stille Zuidzee is het eerste deel van een trilogie waartoe verder de delen Drie jongens op een onbewoond eiland en De strijd om het goudschip behoren.

## Verhaal
Hoofdpersonen van de serie zijn de Nederlandse jongens Arie Roos en Jan Prins en hun Amerikaanse vriend Bob Evers.
Arie mag in de zomervakantie als beloning voor een goed rapport een reis naar Buenos Aires meemaken met de Esperanza, een van de vrachtschepen van zijn vader, de Amsterdamse reder Roos. Jan en Bob gaan met hem mee. Tijdens een hevige storm ter hoogte van de Zuid-Amerikaanse kust loopt de Esperanza op een oud drijvend wrak en maakt water. Er wordt een SOS uitgezonden en alle hens gaan in de reddingsboten. De boot met Arie, Jan en Bob wordt opgepikt door een Amerikaans schip met de naam Frisco. Nadat de drie jongens als eerste aan boord zijn geklommen, wordt de touwladder opgehaald en vaart de Frisco op volle kracht weg. Het blijkt al snel dat aan boord van het schip muiterij is uitgebroken en dat een deel van de oorspronkelijke bemanning overboord is gezet. De Frisco zet koers en vaart om Kaap Hoorn heen naar de Stille Zuidzee. Vanwege gebrek aan voedsel aan boord wordt op een gegeven moment een klein Amerikaans jacht, de Willi Waw, geënterd. Er ontstaan gevechten, waarbij Jan, Bob en Arie de kant van de jachtbemanning kiezen. Uiteindelijk blijven zij op de Willi Waw achter, samen met een paar gevangengenomen muiters. Nu blijkt dat deze Amerikanen kort daarvoor een grote goudschat hadden opgegraven. Deze schat was door een paar muiters ontdekt en naar de Frisco overgebracht, die daarna is weggevaren. Tijdens het foerageren naar water op een klein eiland breken de muiters los en overmeesteren de jachtbemanning. Zij varen met de Willi Waw weg en laten Jan, Bob en Arie alleen achter op het eiland.

## Drukgeschiedenis
Het verhaal is in 1943/1944 in 31 afleveringen als feuilleton verschenen in het blad Jeugd onder de titel De avonturen van drie jongens in de Stille Zuidzee, met illustraties van Frans Mettes en M. Strop. De latere hoofdpersoon en naamgever van de serie, de Amerikaan Bob Evers, was in dit feuilleton nog een Nederlandse rederszoon, Rob Evers geheten.
De eerste druk werd in een hardcoveruitgave gepubliceerd in 1950, met stofomslag en illustraties van Frans Mettes. Tot 1957 verschenen nog vijf drukken.
In 1965 werd het formaat gewijzigd. Het boek werd voortaan gepubliceerd als pocketboek (17,5×11,5 cm). De tekst van deze uitgave was door de auteur aanzienlijk bewerkt. De druknummering werd voortgezet en tot 1998 verschenen de volgende drukken:
- 1965 tot 1982: 7e tot 27e druk, omslag van Rudy van Giffen
- 1984: 28e druk, omslag van Carol Voges
- 1988 tot 1998: 29e tot 31e druk, omslag van Bert Zeijlstra

In de pocketeditie zijn de illustraties uit de hardcoveruitgave overgenomen.
Deze trilogie wordt gevormd door de delen 4 t/m 6 van de uitgave in hardcover, hoewel het verhaal  chronologisch gezien voor de briefjesjachttrilogie speelt die opgenomen is in de delen 1 t/m 3. Bij de pocketuitgave is van de gelegenheid gebruikgemaakt de volgorde van de eerste zes delen om te draaien. Daarom hebben de oorspronkelijke delen 4 t/m 6 in die uitgave de serienummers 1 t/m 3.
In 1961 verscheen onder de titel Avonture in die Stille Suidsee bij de uitgeverij Afrikaans Pers-Boekhandel (Johannesburg/Kaapstad) een uitgave in het Afrikaans op hardcoverformaat, vertaald door Leon Rousseau. In 2011 is van deze vertaling een pocketeditie verschenen bij de uitgeverij Oerbobjes (Arnhem).
In 1987 werd het verhaal gepubliceerd in een omnibusuitgave, samen met de (oorspronkelijke) delen 5 en 6 van de serie.
In 2004/2005 verscheen Avonturen in de Stille Zuidzee als strip in 92 afleveringen in het Algemeen Dagblad, in een bewerking van Frank Jonker (scenario) en Hans van Oudenaarden (tekeningen). Het hoort bij de stripreeks Bob Evers. Als boek is de strip in 2006 uitgegeven door uitgeverij Boumaar.